# 254 (szám)
A 254 (római számmal: CCLIV) egy természetes szám, félprím, a 2 és a 127 szorzata.

## A szám a matematikában
A tízes számrendszerbeli 254-es a kettes számrendszerben 11111110, a nyolcas számrendszerben 376, a tizenhatos számrendszerben FE alakban írható fel.
A 254 páros szám, összetett szám, azon belül félprím, kanonikus alakban a 21 · 1271 szorzattal, normálalakban a 2,54 · 102 szorzattal írható fel. Négy osztója van a természetes számok halmazán, ezek növekvő sorrendben: 1, 2, 127 és 254.
A 254 négyzete 64 516, köbe 16 387 064, négyzetgyöke 15,93738, köbgyöke 6,33303, reciproka 0,003937. A 254 egység sugarú kör kerülete 1595,92907 egység, területe 202 682,99164 területegység; a 254 egység sugarú gömb térfogata 68 641 973,2 térfogategység.
A 254 helyen az Euler-függvény helyettesítési értéke 126, a Möbius-függvényé 1, a Mertens-függvényé 0.